# Víktor Poganovski
Víktor Alexandróvich Poganovski –en ruso, Виктор Александрович Погановский– (Varvárovka, Unión Soviética, 23 de noviembre de 1949) es un jinete soviético que compitió en la modalidad de salto ecuestre.
Participó en los Juegos Olímpicos de Moscú 1980, obteniendo una medalla de oro en la prueba por equipos (junto con Viacheslav Chukanov, Viktor Asmayev y Nikolai Korolkov).

## Palmarés internacional
| Juegos Olímpicos | Juegos Olímpicos | Juegos Olímpicos | Juegos Olímpicos |
| Año              | Lugar            | Medalla          | Categoría        |
| ---------------- | ---------------- | ---------------- | ---------------- |
| 1980             | Moscú (URSS)     | Medalla de oro   | Por equipos      |